# Дејан Златановић
Дејан Петар Златановић (19. септембар 1971) српски је новинар. Власник је и главни уредник портала Србин инфо и продукцијске куће ТВ Центар. Популарност су му донела преношења уживо, путем платформе YouTube, разних политичких и протесних догађања са улица у Србији, без икакве цензуре у трајању и по неколико сати. 

## Биографија
По образовању је дипломирани историчар. Као студент Филозофског факултета у Београду учествовао је у организацији студентских протеста деведесетих против власти Слободана Милошевића.
После студија почиње да ради као наставник историје у основној школи у Батајници. После пар година 2012.године  бива отпуштен као вишак, иако као инвалид није смео бити отпуштен. Испред министарства просвете организује протест због тога. Пошто то нису хтеле да објаве ни једне новине он у договору са својим пријатељима, новинарима, који су исто били не задовољни уредништвом својих редакција, покреће портал "Српске Брзе Интерне Новине", На овом порталу је требало објављивати фељтоне и недељне чланке са освртом на проблеме у српском друштву.
Портал Србин инфо 2013. године званично почиње са радом као јавно медијско гласило у АПР-у у власништву фирме НИБРС доо. YouTube канал портала има преко 217.000 пратилаца. Стекао је ширу популарност због својих репортажа током јулских демонстрација 2020. године.
Дана 15, фебруара 2023. године ухапшен је након што је на протесту против француско-немачког предлога за Косово и Метохију изговорио ко потпише, њега убише. На терет му се ставља позивање на насилну промену уставног поретка. Његово хапшење су осудиле организације попут Удружења новинара Србије, Синдиката новинара Србије, као и Бошко Обрадовић, Мирослав Паровић, Срђан Миливојевић, Саво Манојоловић и Јована Стојковић.